# 賈貴妃
贾氏，南宋时人，宋理宗宠妃，权臣贾似道姐姐，瑞国公主生母。
贾氏是天台人，父亲制置使贾涉，母亲胡氏，是贾涉的下堂妾。賈氏長大後姿色绝美，入宫选美时，贾氏美貌冠絕眾人，宋理宗一眼就看中了她，打算立为皇后，楊太后却说：“谢女（谢道清）端重有福，宜正中宫。”宋理宗犹豫，就立谢道清。宫中为之私语：“不立真皇后，乃立假皇后邪？”谢道清雖被立为皇后，但贾氏因容貌过人，专宠後宮。贾氏初封文安郡夫人，绍定四年（1231），封为才人，隔年十一月，封为贵妃，賈貴妃生下一個女兒瑞国公主。她的弟弟贾似道在她引荐下被封为高官，掌权多年。但賈貴妃短命，三十四歲時就去世了。宋理宗追赠谥号“惠顺”。
贾贵妃于淳祐七年（1247年）去世后，她的女儿瑞国公主才六歲，理宗立刻又宠爱上另一个更妖艳的阎贵妃，宋理宗便将公主交给阎贵妃抚养，阎贵妃视她为亲生女儿。

## 影视形象
2014年Netflix剧《马可波罗》鄭啟蕙饰演賈貴妃